# Asunción tácita
Una asunción tácita es una hipótesis o suposición implícita o no declarada que, en realidad, es necesaria para seguir un razonamiento, llegar a cierta conclusión o entender cierto curso de acción. La asunciones tácitas pueden aparecer tanto en argumentos lógicos informales, procedimiento decisiorios, o evaluaciones judiciales o de otro tipo.
Las asunciones tácitas pueden basarse en experiencias vitales ampliamente compartidas, prácticas habituales en cierta disciplina o campo profesional y pueden llegar a ser tenidas en cuenta de manera aparentemente inconsciente. En campos más formales conviene explicitar dichas asunciones, ya que pueden ser fuentes de paradojas, malos entendidos y resistencia al cambio en organizaciones.